# Trois Hiérarques
Pour les articles homonymes, voir Trois Hiérarques (homonymie).
Le Trois Hiérarques (en russe : Три Святителя, Tri Sviatitelia) est un cuirassé pré-Dreadnought construit pour la Marine impériale de Russie. Il prend part à la Première Guerre mondiale.
La construction du Trois Hiérarques débute le 4 septembre 1891 au chantier naval Nikolaïev, son lancement a lieu le 12 novembre 1893, il est mis en service en août 1898. Entre 1911 et 1912, il est modernisé en cale sèche (armement). Capturé par les Allemands le 1er mai 1918, il est remis aux Britanniques après l'armistice, le 24 novembre 1918. Afin d'empêcher son utilisation par l'Armée rouge, des charges explosives furent posées sur ordre du commandant anglais près des machines entre le 22 avril et 24 avril 1919 : celles-ci sont très endommagées. En 1919 le Trois Hiérarques est rayé des effectifs de la Marine soviétique. Il est démantelé en 1922.

## Historique
À la fin du XIXe siècle (fin des années 1890), les bâtiments de guerre de référence étaient le Sinop et le Douze Apôtres. Mais ces navires sont vite dépassés techniquement et militairement. En septembre 1891, au chantier naval Nikolaïev en présence de « Son Altesse impériale le grand-duc Alexeï Alexandrovitch » une décision est prise concernant la construction d'un navire de type anglais. Ce navire fut nommé Trois Hiérarques (en l'honneur des trois docteurs en théologie vénérés dans l'Église orthodoxe : saint Basile le Grand, saint Grégoire de Nazianze, et le patriarche saint Jean Chrysostome). La construction de ce nouveau bâtiment de guerre marque une étape importante dans l'histoire de la marine russe.

### Carrière dans la Marine impériale de Russie
Il est construit sur le modèle du Navarin, mais les ingénieurs parviennent à éviter les carences de ce dernier. Il est décidé de renoncer à une taille déraisonnable. Le Trois Hiérarques peut atteindre un déplacement de 12 480 tonnes, le blindage est plus important, quatre plaques de blindage sont installées sur les tourelles (plaques usinées à Saint-Chamond en France), l'armement est importé de l'usine Vickers en Grande-Bretagne - l'usine britannique honore la date de livraison fixée lors de la commande. Aux essais, malgré une surcharge de 900 tonnes, le cuirassé développa une vitesse de 17,7 nœuds (33 km/h) au lieu des 16 nœuds prévus lors de la construction. « Lors de sa mise en service dans la flotte de la mer Noire, le Trois Hiérarques était non seulement le navire le plus puissant de la Flotte Impériale de Russie mais également le plus puissant du monde. »[réf. nécessaire]
Entre 1911 et 1912, le Trois Hiérarques est mis en cale sèche dans le port de Sébastopol, une modernisation de l'armement embarqué est effectuée : les 4 × 120 mm, les 10 × 47 mm sont ôtés et remplacés par des canons de 152 mm, placés sur le pont et la casemate supérieure, deux canons de 47 mm étant conservés comme canons de salut.

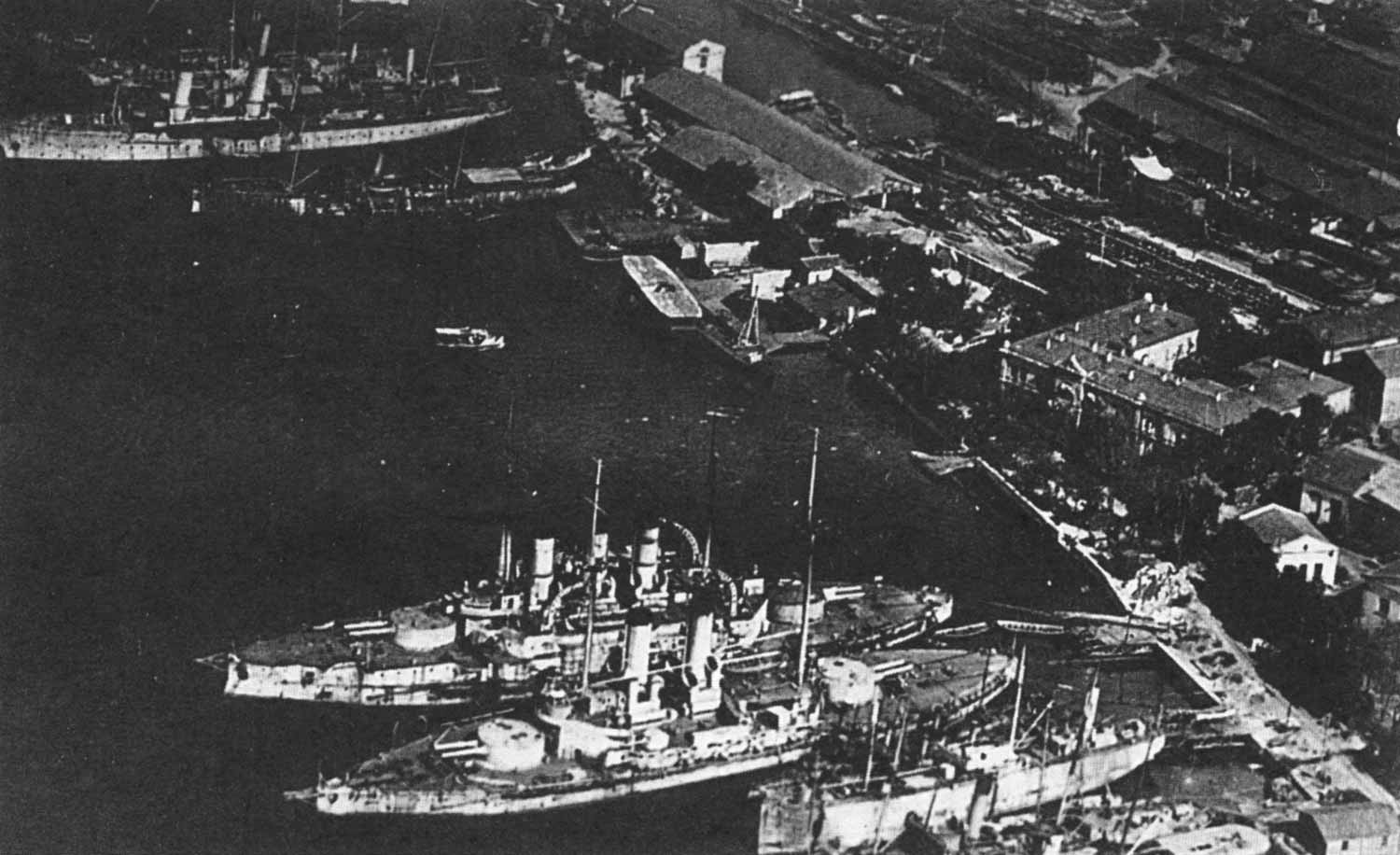
Le Trois Hiérarques, le Libertaire et d'autres navires de la Marine ukrainienne à Sébastopol, 1918

Affecté au 6e escadron de la flotte de la mer Noire, au cours de la Première Guerre mondiale, le Trois Hiérarques participa à de nombreuses opérations navales. Il mène des actions au large des côtes turques, il prend part à la protection d'autres bâtiments de guerre russes. Lors de la bataille du cap Sarytch, le 18 novembre 1914, le Trois Hiérarques est engagé dans un combat contre le croiseur de bataille allemand SMS Goeben, mais une mauvaise visibilité empêche de voir les navires allemands naviguant dans le sillage de l’Evstafii. 
Le 10 mai 1915, les deux cuirassés s'affrontent de nouveau à l'entrée du Bosphore : le combat dure vingt minutes à une distance de 16 kilomètres. Les impacts sont très faibles. Les navires de la flotte russe ne sont atteints par aucun projectile, tandis que le croiseur SMS Goeben recevait trois obus de 305 mm ; un de ses canons de 150 mm est détruit. Ces dommages le forcent à se retirer. 
Du 23 janvier au 5 avril 1916, le cuirassé effectue différentes opérations offensives. La même année, ce bâtiment de guerre bloque le Bosphore afin d'appuyer une opération amphibie à Trabzon. Le 17 décembre 1917 le Trois Hiérarques est converti en navire de la Croix-Rouge.

### Carrière dans la Marine soviétique
Après la Révolution russe, le Trois Hiérarques est incorporé dans la Marine soviétique. En mars 1918, il reste ancré dans le port de Sébastopol. Après la signature du traité de Brest-Litovsk, le 1er mai 1918 les Allemands prennent possession du cuirassé. Après la signature de l'armistice entre l'Allemagne et les forces alliées, le 24 novembre 1918, le cuirassé russe est remis aux autorités britanniques. Le 21 novembre 1925 il est démantelé.